# Babymetal × Kiba of Akiba
«BABYMETAL × Kiba of Akiba» (яп. ベビーメタル × キバオブアキバ) — совместный сингл японских музыкальных групп Babymetal и Kiba of Akiba. Вышел в Японии 7 марта 2012 года.

## Музыкальный стиль
По словам музыкального веб-сайта Blabbermouth.net, песня «Iine!» «смешивает поп-музыку с экстремальными металлическими гитарами, иногда парой рыков и капелькой хип-хопа».
Японский музыкальный портал BARKS описывает резкое звучание в начале песни «Iine!» как в стиле «пикоримо» (пикоримо — одно из японских названий для стиля электроникор, слово образовано от «электроника» + «скримо»). Потом песня прорывается на хип-хоп, а затем перерастает в комбинацию дэт-металлического звучания и скримо и, по словам издания, в полный хаос.

## Музыкальное видео
Режиссёр музыкального видеo к песне «Iine» — Daishinszk.
Сингл содержит две новые песни, одну исполняемую группой Babymetal и одну — группой Kiba of Akiba, а также два бонусных трека. Бонусные треки — каверы на уже изданные ранее песни: Babymetal исполняет кавер на песню группы Kiba of Akiba, и наоборот.

## Список композиций
| №  | Название | Исполнитель                                                                         | Длительность |
| -- | --- | ----------------------------------------------------------------------------------- | ------------ |
| 1. | «Iine!» (いいね!, «Нравится!» или «Лайк!») | BABYMETAL                                                                           | 4:10         |
| 2. | «Party @The BBS» | Kiba of Akiba (яп. キバオブアキバ)                                                  | 3:42         |
| 3. | «Kimi to Anime ga Mitai (Answer for Animation with You)» (君とアニメが見たい～Answer for Animation With You, «Я хочу посмотреть с тобой аниме») | BABYMETAL feat. Kimi (яп. BABYMETAL feat. 君) (кавер на песню группы Kiba of Akiba) | 4:00         |
| 4. | «Doki Doki Morning» (Koa Ver.) (ド・キ・ド・キ☆モーニング Ver.Koa)                                                                              | Kiba of Akiba (кавер на песню группы Babymetal)                                     | 2:57         |

## Чарты
| Чарт (2012)                                | Высшая позиция |
| ------------------------------------------ | -------------- |
| Япония (Oricon Weekly Singles Chart)       | 46             |
| Япония (Billboard Japan Hot Singles Sales) | 50             |